# Halichoeres chloropterus
Halichoeres chloropterus е вид лъчеперка от семейство Labridae.

## Разпространение
Видът е разпространен в Австралия, Вануату, Виетнам, Индонезия, Камбоджа, Малайзия, Мианмар, Палау, Папуа Нова Гвинея, Провинции в КНР, Сингапур, Соломонови острови, Тайван, Тайланд и Филипини.